# Electroclash

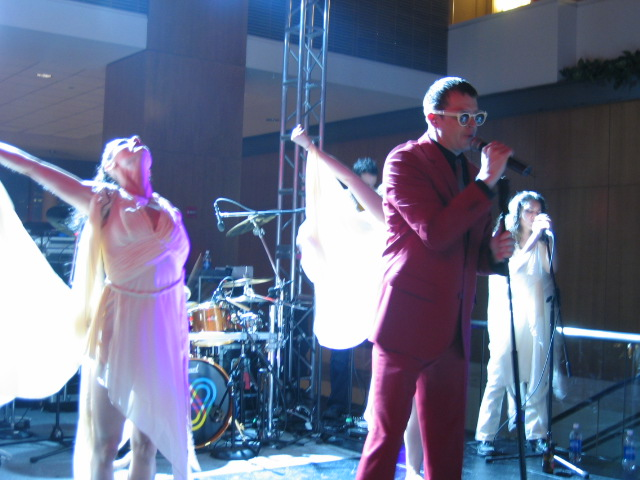
Electroclash en concierto.

Electroclash (a veces llamado tech pop, retro electro, nouveau disco, new new wave o neo electro), término acuñado por Larry Tee, es un género musical que fusiona una amplia gama de estilos musicales como el electro, eurodisco, new wave, vanguardismo, new romantic, tecno pop, disco y synthpop de los 80 con la música electrónica de baile, el techno, el tech house, el minimal house, el electro house y el electropop de estilo retro. La estética visual del electroclash ha sido asociada con la película de 1982 Liquid Sky, un detalle muy importante a tener en cuenta aunque la mayoría de la gente lo desconozca, o no lo tenga suficientemente en cuenta, es que este estilo musical también tiene muchísima influencia de los New Romantic de los años 80.

## Historia
El término "electroclash" recibió atención mediática por primera vez alrededor de 2001, cuando se llevó a cabo el festival Electroclash en Nueva York. El género suponía una reacción frente a la música electrónica de su tiempo, favoreciendo un cierto movimiento artístico underground. Los grupos envueltos en esta corriente se inspiraban en el new wave y en el arte moderno, y producían un tipo de sonido pop sintetizado. El festival Electroclash volvió a tener lugar de nuevo en 2002, llevándose a cabo actuaciones y tours en Estados Unidos y Europa en 2003 y 2004. 
Entre los artistas más significativos que tocaron en este festival y posteriores actuaciones relacionadas con el género incluyen a Scissor Sisters, Felix Da Housecat, Peaches, Fischerspooner, Erol Alkan, Princess Superstar, Mignon, Miss Kittin & The Hacker, Mount Sims y Tiga. Aunque se produjo un cierto revival del sonido hacia finales de la década de 2000, muchos artistas han seguido posteriormente produciendo esta música. The Guardian definió al electroclash como una "de las más significativas alteraciones de la música de baile reciente".

## Críticas al electroclash
El término y el género han sido abiertamente criticados por crítica y público por inducir a error, al provocar en numerosas ocasiones la confusión de este subgénero con el electro, género en el que en parte está basado y que tiene una historia y relevancia mucho más dilatadas.[cita requerida]